# 12443 Paulsydney
12443 Paulsydney è un asteroide della fascia principale. Scoperto nel 1996, presenta un'orbita caratterizzata da un semiasse maggiore pari a 3,1079380 UA e da un'eccentricità di 0,2117835, inclinata di 17,49822° rispetto all'eclittica.